# Julia Quinn
Julia Cotler (Washington D.C.; 12 de Enero de 1970), más conocida por su seudónimo Julia Quinn, es una escritora estadounidense de novelas superventas de romance histórico. Sus obras han sido traducidas a 41 idiomas,y ha aparecido en la lista de libros más vendidos del New York Times 19 veces.Su serie de libros Bridgerton ha sido adaptada para Netflix por Shonda Rhimes.

## Biografía
Pottinger nació como Julie Cotler en 1970 de Jane y Stephen Lewis Cotler. Tiene tres hermanas: Emily, Abigail y Ariana. Es judía. Se crio principalmente en Nueva Inglaterra, aunque pasó gran parte de su tiempo en California tras el divorcio de sus padres.
A los 12 años, su padre no estuvo de acuerdo con sus elecciones de material de lectura, Sweet Dreams y la serie de libros Sweet Valley High, y le dijo que podía seguir leyéndolos solo si demostraba que eran buenos para ella. Rápidamente le dijo que los estaba estudiando para escribir uno ella misma. Ante el desafío de demostrar que su declaración era en serio, Pottinger se sentó frente a su computadora y escribió sus dos primeros capítulos. Después de terminar su novela tres años después, la envió a Sweet Dreams, pero fue rechazada.

## Trayectoria
Pottinger se graduó de Hotchkiss School y la Universidad de Harvard con una licenciatura en Historia del Arte. Durante su último año de universidad, se dio cuenta de que no sabía qué quería hacer con su título y decidió asistir a la escuela de medicina. Esa decisión requería que asistiera a dos años adicionales de universidad para completar los requisitos previos de ciencias necesarios para postularse a la escuela de medicina.
Para ocuparse durante los largos días de estudio de la ciencia, Pottinger comenzó a escribir novelas románticas de Regencia. Unas semanas después de haber sido aceptada en la escuela de medicina, descubrió que sus dos primeras novelas, Splendid y Dancing At Midnight, habían sido vendidas en una subasta, un hecho inusual para una autora novel de novelas románticas. Pospuso la escuela de medicina por dos años mientras escribía dos novelas más.
Ingresó en la Escuela de Medicina de la Universidad Yale el mismo mes que firmó un contrato para publicar sus novelas. Sin embargo, después de solo unos pocos meses de estudiar medicina, Pottinger se dio cuenta de que prefería escribir a estudiar medicina. Dejó la escuela de medicina y se dedicó a tiempo completo a escribir.
Pottinger se considera feminista y otorga a sus heroínas cualidades feministas que no son necesariamente fieles a las actitudes más predominantes de la época en que se desarrollan sus novelas. Sus libros se caracterizan por estar llenos de humor, con diálogos agudos e ingeniosos. Las novelas se basan principalmente en los personajes y carecen de los grandes conflictos externos que emplean muchas novelas románticas. Una de sus novelas, Cuando era malvado, era muy inusual para una novela romántica, ya que los primeros cuatro capítulos en realidad describen a la heroína en un matrimonio feliz con alguien que no es el héroe, y luego muestra la muerte del marido original y trata el dolor tanto de la heroína como del héroe antes de permitir que florezca la segunda historia de amor.

## Reconocimientos
En 2007, ganó el premio Romance Writers of America RITA  por On the Way to the Wedding y nuevamente en 2008 por The Secret Diaries of Miss Miranda Cheever . Cuando ganó en 2010 por What Happens in London, se convirtió (en ese momento) en la miembro más joven y ahora es una de los 16 autores que ingresaron al Salón de la Fama de la RWA.
En 2003, apareció en la revista Time, un logro que pocos novelistas románticos han logrado. En 2005, Publishers Weekly le dio a Sir Phillip, With Love una reseña destacada y luego la nombró una de las seis mejores novelas originales del mercado masivo del año.
Cada una de sus últimas 17 novelas ha aparecido en la lista de libros más vendidos del New York Times, con Mr. Cavendish, I Presume alcanzando el número uno en octubre de 2008. Más recientemente, The Girl With the Make-Believe Husband estuvo en la lista del NYT en junio de 2017. Además de eso, sus dos antologías de Lady Whistledown aparecieron en la lista del NY Times, al igual que sus dos colaboraciones de novelas en tres partes con Connie Brockway y Eloisa James (The Lady Most Likely y The Lady Most Willing ), y los Bridgerton: Felices para siempre, colección de los segundos epílogos de Bridgerton.

## Vida personal
En 2001, Pottinger ganó $79,000 en The Weakest Link. Pottinger reside en Seattle, Washington, con su marido y sus dos hijos. La mayoría de sus libros están dedicados a su marido, Paul Pottinger, a menudo con referencias a divertidos títulos alternativos para la obra.
El 29 de junio de 2021, la hermana y el padre de Quinn, Ariana Elise Cotler (37) y Stephen Lewis Cotler (77), respectivamente, perecieron en un accidente de tráfico provocado por un conductor ebrio en Kaysville, Utah.